# Cajabamba (distrito)
Cajabamba é um distrito do Peru, departamento de Cajamarca, localizada na província de Cajabamba.

## Transporte
O distrito de Cajabamba é servido pela seguinte rodovia:
- CA-108, que liga o distrito à cidade de Sitacocha
- CA-112, que liga o distrito à cidade de Cachachi
- PE-3N, que liga o distrito de La Oroya (Região de Junín) à Puerto Vado Grande (Fronteira Equador-Peru) no distrito de Ayabaca (Região de Piura) [1][2][3]